# Leiophron duploclaviventris
Leiophron duploclaviventris är en stekelart som beskrevs av Roy D. Shenefelt 1969. Leiophron duploclaviventris ingår i släktet Leiophron och familjen bracksteklar. Inga underarter finns listade i Catalogue of Life.